# Ferrari 156/85
O  156/85  é o modelo da Ferrari da temporada de 1985 da Fórmula 1. Condutores: Michele Alboreto, René Arnoux
e Stefan Johansson. 
A Ferrari 156/85 começou como o melhor carro da temporada de 1985, como Michelle Alboreto assumindo a liderança do mundial e pontuando em várias corridas na primeira metade da temporada. Mas na segunda metade, o 156/85 perdeu seu domínio, Williams e McLaren melhoraram seus carros e se tornaram os carros a serem batidos. Alain Prost acabou se sagrando campeão com 3 provas de antecedência, depois de uma recuperação no campeonato.
Motor Ferrari V6 turbo: 780 HP (corridas) e aproximadamente 1000 HP (treinos)

## Resultados[1]
(legenda) (em negrito indica pole position e itálico volta mais rápida)
| Ano  | Chassi | Motor                | Pneus | N° | Pilotos          | 1   | 2   | 3   | 4   | 5   | 6   | 7   | 8   | 9   | 10  | 11  | 12  | 13  | 14  | 15  | 16  | Pontos | Posição |  |
| ---- | ------ | -------------------- | ----- | -- | ---------------- | --- | --- | --- | --- | --- | --- | --- | --- | --- | --- | --- | --- | --- | --- | --- | --- | ------ | ------- |  |
|      |        |                      |       |    |                  |     |     |     |     |     |     |     |     |     |     |     |     |     |     |     |     |        |         |  |
|      |        |                      |       |    |                  | BRA | POR | SMR | MON | CAN | USE | FRA | GBR | GER | AUT | NED | ITA | BEL | EUR | RSA | AUS |        |         |  |
| 1985 | 156/85 | Ferrari 031 V6 turbo | G     | 27 | Michele Alboreto | 2   | 2   | Ret | 2   | 1   | 3   | Ret | 2   | 1   | 3   | 4   | 13† | Ret | Ret | Ret | Ret | 82     | 2°      |  |
| 1985 | 156/85 | Ferrari 031 V6 turbo | G     | 28 | René Arnoux      | 4   |     |     |     |     |     |     |     |     |     |     |     |     |     |     |     | 82     | 2°      |  |
| 1985 | 156/85 | Ferrari 031 V6 turbo | G     | 28 | Stefan Johansson |     | 8   | 6†  | Ret | 2   | 2   | 4   | Ret | 9   | 4   | Ret | 5   | Ret | Ret | 4   | 5   | 82     | 2°      |  |

† Completou mais de 90% da distância da corrida.